# ディヴィニティ:オリジナル・シン
『ディヴィニティ：オリジナル・シン』（Divinity: Original Sin）は、ベルギーのゲーム会社であるLarian Studiosが制作し、2014年6月30日に発売されたゲームソフト。
日本では、2016年4月14日に新ストーリー、エンディング、モンスター、スキルなどを追加し、日本語に対応したPlayStation 4版『ディヴィニティ：オリジナル・シン エンハンスド・エディション』（Divinity: Original Sin Enhanced Edition）がスパイク・チュンソフトより発売された。

## 概要
本作は、Larian Studiosが『Divine Divinity』『Beyond Divinity』『Divinity II』に続くDivinityシリーズの本編4作目として、Kickstarter上で集めた資金を基に制作した経緯を持つ。
「ソース」と呼ばれる特殊能力を使うソース使いを追う「ソースハンター」として冒険を繰り広げるコンピュータRPGである。
プレイヤーは最大4人のパーティーを組むことができ、オンライン・オフラインどちらも最大2人までのプレイヤーで同時プレイを行うことができる（オフライン時は画面2分割プレイ）。前作『Divinity II』が三人称視点だったのに対し、本作では俯瞰視点に戻っている。
また、続編である『Divinity: Original Sin 2』が日本国外で2017年9月14日に発売され、日本では2019年10月31日に『ディヴィニティ：オリジナル・シン 2 ディフィニティブエディション』としてスパイク・チュンソフトより発売された。

## ストーリー
ソースハンターたちは、ジェイク町会議員殺人事件の捜査のために港町サイシールへ来た。ソースハンターたちは自分たちが出動するほどではない事件だと思っていたが、サイシール住民を苦しませる死霊やゴブリンを退治しながら捜査を進めるうちに、事件の背後に大きな黒幕がいることに気付いた。

## ゲームシステム
本作のクエストの攻略の仕方は一通りではなく、たとえば容疑者の家に立ち入る際、入り口のカギを拾って入ってもよいし、扉を壊すこともできる。
それに伴い、プレイヤーキャラクターの性質はゲームの進め方により変化する。
また、戦闘はシミュレーションRPG形式で進行していくため、各キャラクターの立ち位置などが重要となる。

### キャラクターメイキング
プレイヤーキャラクターはゲーム開始時に性別と容姿と名前を選択できる。
性格はゲーム内でのNPCとの会話により18通りに分岐し、それぞれに特長が存在する。
スキルは「戦技」「射手」「悪党」「炎術」「水術」「風術」「土術」「妖術」の8種類に分かれ、それぞれに16種類の小カテゴリが割り振られている。これ以外にも装備品固有のスペシャルスキルが存在する。
これらのスキルはスキルブックを読んで覚えるほか、ほかのアイテムのように商人や宝箱から入手したり、自分で作ることも可能である。

## キャラクター
主人公
ジェイク町会議員殺人事件の捜査に来たソースハンター。デフォルトネームは一人が「ロデリック」、もう一人が「スカーレット」。

## システム要件(Windows)
エンハンスド・エディション:
|              | 最低                                                            | 推奨                                                            |
| ------------ | --------------------------------------------------------------- | --------------------------------------------------------------- |
| OS           | Windows 7 SP1 64-bit or Windows 8.1 64-bit or Windows 10 64-bit | Windows 7 SP1 64-bit or Windows 8.1 64-bit or Windows 10 64-bit |
| プロセッサー | Intel Core 2 Duo E6600 or equivalent                            | Intel i5 2400 or higher                                         |
| メモリー     | 2048 MB RAM                                                     | 4096 MB RAM                                                     |
| グラフィック | DirectX 11 Compatible GPU                                       | NVIDIA® GeForce® GTX 550 or ATI™ Radeon™ HD 6XXX or higher      |
| DirectX      | Version 11                                                      | Version 11                                                      |
| ストレージ   | 10000 MB 利用可能                                               | 10000 MB 利用可能                                               |

クラシック:
|                | 最低                                                                                              | 推奨                                                                     |
| -------------- | ------------------------------------------------------------------------------------------------- | ------------------------------------------------------------------------ |
| OS             | Windows XP SP3 or higher                                                                          | Windows 7 SP1 or Windows 8.1                                             |
| プロセッサー   | Intel Core 2 Duo E6600 or equivalent                                                              | Intel i5 2400 or higher                                                  |
| メモリー       | 2048 MB RAM                                                                                       | 4096 MB RAM                                                              |
| グラフィック   | HD Intel Graphics 4000 or NVIDIA® GeForce® 8800 GT (512 MB) or ATI™ Radeon™ HD 4850 or equivalent | NVIDIA® GeForce® GTX 550 ti 1GB ram or or ATI™ Radeon™ HD 6XXX or higher |
| DirectX        | Version 9.0c                                                                                      | Version 9.0c                                                             |
| ストレージ     | 10 GB 利用可能                                                                                    | 10 GB 利用可能                                                           |
| サウンドカード | DirectX9c compliant                                                                               | DirectX9c compliant                                                      |